# Ivor Armstrong Richards

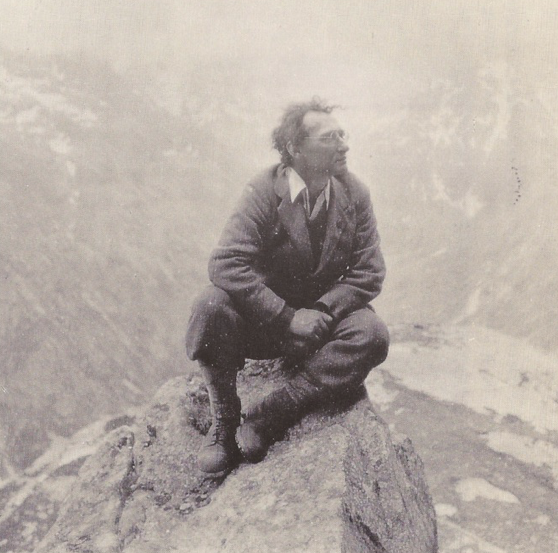
Ivor Armstrong Richards

Ivor Armstrong Richards, född 26 februari 1893 i Sandbach, Cheshire, England, död 7 september 1979 i Cambridge, var en inflytelserik engelsk litteraturkritiker och retoriker.

## Biografi
Richards började sin karriär utan någon formell utbildning i litteratur när han studerade filosofi vid universitetet i Cambridge. Detta kan ha lett till Richards’ syn på 1920-talet, att litteraturvetenskaplig studie inte kan och bör inte genomföras som en specialisering i sig, utan i stället ske tillsammans med ett besläktat område (filosofi, psykologi, retorik, etc).
Richards tidigaste undervisning var som biträdande lärare vid Magdalene College i Cambridge. Han arbetade utan lön med att lära ut det nya och oprövade inom engelsk litteratur och samlade studenterna till undervisning direkt när de kom in i klassrummet varje vecka.
Richards fungerade som mentor och lärare till andra framstående kritiker, främst William Empson och F. R. Leavis. Bland andra kritiker som främst påverkats av hans skrifter finns Cleanth Brooks och Allen Tate. Senare kritiker som raffinerade den formalistiska inställningen till New Criticism genom att aktivt dämpa hans psykologiska betoning är, förutom Brooks och Tate, John Crowe Ransom, W. K. Wimsatt, R. P. Blackmur och Murray Krieger. R. S. Crane i Chicagoskolan stod både i tacksamhetsskuld till Richards teorier och var kritisk till dess psykologiska antaganden. Alla erkände värdet av hans inflytelserika idéer men försökte rädda vad de ansåg hans mest användbara antaganden från de teoretiska överdrifter de kände han utövat i sin kritik. Liksom Empson, visade Richards sig vara en svår modell för den nya kritiken, men hans modell av närläsning utgjorde grunden för deras tolkningsmetodik.
Enligt OED myntade Richards myntade begreppet feedforward 1951 på den 8:e årliga Macy Conferences om cybernetik och därmed utvidgades Richards’ inflytande till cybernetik, som gör liberal användning av begreppet framkoppling möjlig. En av Richards mest kända elever var Marshall McLuhan, som också använt sig av begreppet feedforward.

## Samarbetet med Ogden
Richards’ liv och inflytande kan delas in i perioder, vilket ungefär motsvarar hans intellektuella intressen. I många av dessa fann han en samarbetspartner i C. K. Ogden, som var delaktig i hans tre viktigaste projekt.
I Foundations of Aesthetics (medförfattare Ogden och James Woods), lägger Richards upp principerna för estetisk mottagning, som låg till grund för hans litteraturteori (principen om "harmoni" eller balans i konkurrerande psykologiska impulser). Dessutom, med strukturen i arbetet (kartläggning flera konkurrerande definitioner av begreppet "estetisk") förebådas hans arbete med flera definitioner i Coleridge on Imagination, i Basic Rules of Reason och i Mencius on the Mind.
I The Meaning of Meaning: A Study of the Influence of Language upon Thought and of the Science of Symbolism, arbetade Richards och Odgen ut den triadiska teorin om semiotik, som i sitt beroende av psykologiska teorier, förebådar vikten av psykologi i Richards’ oberoende utvecklade litteraturkritik. Dessutom har många semiotiker (inklusive Eco) hälsat detta arbete som en stor förbättring av Saussures dyadiska semiotik.
Slutligen, i verk som The General Basic English Dictionary  och Times of India Guide to Basic English, utvecklade Richards och Ogden sitt internationellt mest inflytelserika projekt - the Basic English – ett program för utveckling av ett internationellt språk baserat på en vokabulär av 850 ord. Richards egna resor, särskilt till Kina, gjorde honom till en effektiv förespråkare för detta internationella program. Vid Harvard tog han nästa steg, att integrera nya medier (tv, speciellt) i sin internationella pedagogik.